# Emborcação-Stausee
Der Emborcação-Stausee, portugiesisch Barragem de Emborcação, bzw. Lago Azul („Blauer See“) ist ein großer Stausee mit einem großen Wasserkraftwerk in Brasilien. Er befindet sich etwa 700 km nordwestlich von Rio de Janeiro zwischen den Städten Araguari und Catalão am Rio Paranaíba. 
Das Gesamtvolumen des Stausees beträgt rund 17.500 Millionen, das nutzbare Volumen 12.512 Millionen Kubikmeter. Der See ist weit verzweigt und hat eine Fläche von 446 km². Er wird auch für den Fischfang und den Wassersport genutzt.
Der Staudamm steht auf der Grenze von Goiás und Minas Gerais, das Wasserwerk und die Hochwasserentlastung auf dem Gebiet von Minas Gerais.
Das Wasserkraftwerk (Usina Hidrelátrica de Emboração e Miranda) wurde 1982 in Betrieb genommen. Es hat vier Generatoren und leistet 1192 Megawatt. Es ist über die Straße BR-050 zu erreichen.